# Smokey Rolls Down Thunder Canyon
Smokey Rolls Down Thunder Canyon è un album di Devendra Banhart uscito il 25 settembre 2007.

## Tracce
1. Cristobal (con Gael García Bernal) - 4:30
2. So Long Old Bean - 2:56
3. Samba Vexillographica (con Chris Robinson dei The Black Crowes) - 4:49
4. Seahorse - 8:04
5. Bad Girl - 4:48
6. Seaside - 4:36
7. Shabop Shalom (con Nick Valensi dei The Strokes) - 4:38
8. Tonada Yanomaminista - 2:56
9. Rosa (con Rodrigo Amarante dei Los Hermanos) - 5:08
10. Saved - 5:33
11. Lover - 3:43
12. Carmensita - 4:49
13. The Other Woman - 3:49
14. Freely - 4:59
15. I Remember - 4:25
16. My Dearest Friend - 2:36